# Kočjerigin LBŠ
Kočjerigin LBŠ (ЛБШ, sprva samo Ш - šturmovik (jurišnik) je bil sovjetski propelerski lahki jurišnik, ki ga je zasnoval Kočjerigin leta 1939. Imel je nizkonamščeno krilo in fiksno pristajalno podvozje. Oborožen je bil z dvema ŠVAK topovoma, dvema ŠKAS strojnicama in do 600 kg bomb. Zgradili so samo dva prototipa, Š-1 z motorjem Tumanski M-88, Š-2 pa z motorjem Tumansky M-87A